# ヘンリー・ヴォーン・ランチェスター
ヘンリー・ヴォーン・ランチェスター（Henry Vaughan Lanchester、1863年 - 1953年）は、イギリスの都市計画家。19世紀から20世紀初頭にかけて、おもに当時の英国統治の植民地で都市コンサルタントをつとめた人物。

## 来歴
- 1886年、ランチェスター・ロッジアソシエイツを開設。
- 1910年 - 1912年、雑誌『ビルダー』の編集者に就任。
- 1920年のコロンボ、1921年のビルマのほか、1922年のモンバサとザンジバルなどでコンサルタントをつとめる。
- 1912年にはじめてインドを訪れ、1937年まで断続的に顧問職をつとめている。インドではウルムスニュータウンのほか、デリー、グワーリヤル、ラクナウ、ラングーン、ナグプルの都市計画案を作成した。ラクナウでは、パトリック・ゲデス調査団に加わり、多くの事業でゲデスに協力した。
- 1916年、インド・マドラス中心地域改善計画では、全体のクリアランスよりも調査に基づいて、保存の方向を目指すゲデスの手法にのっとっている。
- 1922年から1923年、リヴァプール市建築資格の外部試験官。同年、都市計画協会の会長を務める。
- 1925年、著書『都市計画術』を出版。